# Hey Dad!
Hey Dad! (im australischen Original Hey Dad..! geschrieben) ist eine 293 Folgen umfassende australische Sitcom, die von 1985 bis 1994 gedreht wurde. In Deutschland lief die Serie in der Erstausstrahlung vom 9. Januar 1990 bis zum 30. September 1997.

## Handlung
Martin Kelly ist ein erfolgreicher Architekt aus Chatswood, einem Vorort von Sydney. Er ist verwitwet und alleinerziehender Vater von drei Kindern. Er versucht sein Bestes, ein liberaler und aufgeschlossener Vater zu sein, aber seine Sprösslinge Jenny, Simon und Debbie halten ihn schlicht gesagt für einen Spießer, trotz seiner ironischen Seitenhiebe. Sie geben allerdings auch ihr Bestes, Martin das Leben schwer zu machen.

## Die Charaktere
Martin Kelly: Der Architekt ist intelligent. Seine Sekretärin Betty Wilson ist häufige Zielscheibe seiner zum Teil überaus sarkastischen und zynischen Kommentare, ohne dass ihr das je bewusst würde. Er ist Witwer und denkt gerne an seine Frau zurück. In der Folge „Dinner für zwei“ ist sie einmal kurz zu sehen.
Im Umkehrschluss rächt Betty sich intuitiv durch ihre gnadenlose Inkompetenz. So ist sie zum Beispiel auch noch nach über 250 Folgen nicht in der Lage, das Wort Architekt auszusprechen und sagt stattdessen Artichekt. Ebenso spricht sie zu Martins Leidwesen mit ihrer Schreibmaschine, als wäre sie ein lebendiges Wesen.
Betty ist ein echtes Landei, kommt aus dem Städtchen Walgett und hat sich gleich nach dem Tod von Mrs. Kelly als Sekretärin im Kelly'schen Haushalt eingenistet. Fachlich gesehen ist Betty als Sekretärin nicht zu gebrauchen, spielt aber von der menschlichen Komponente her im Hause Kelly eine kaum ersetzbare Rolle, da sie ein großes Herz hat und der Familie stets in allen Lebenslagen mit Rat und Tat zur Seite steht.
Simon Kelly, mit 18 Jahren Martins ältester Sohn, ist zwar ebenfalls intelligent und will Maschinenbau studieren, aber sein prahlerisches Gehabe und sein Glaube an die eigene Unfehlbarkeit lassen ihn und auch seinen Vater in so manche peinliche Situation tappen. Simon hält sich bei Frauen für unwiderstehlich und versucht immer wieder, seinen Vater zu überreden sich ein neues Auto zuzulegen, da der alte Volvo nicht gerade standesgemäß sei. Er lässt gerne den Macho raushängen, wirkt aber ziemlich hilflos, wenn er mal wieder in eine prekäre Situation gerät.
Simons bester Freund Nudge heißt eigentlich Gerald Noritis, doch dieser Name ist ihm schon fast entfallen. Nudge hat in etwa Bettys Intelligenzquotienten. Er sieht oft ungepflegt aus und seine wichtigsten Hobbys sind Essen und die Comicserie Phantom. In seinem Charakter ist Nudge als Kontrastpunkt zu Simon angelegt.
Debbie Kelly, eigentlich Deborah, ist 16 Jahre alt, möchte Kunst studieren und hat unregelmäßig über den Serienverlauf verteilt wechselnde feste Freunde. Außer ihren amourösen Eskapaden beschäftigt sie sich häufig mit Shopping und Telefonieren, Letzteres meist mit ihrer (in der Serie nie erscheinenden) Freundin Tiffany. Debbie steckt in der Endphase der Pubertät. Mit ihren Autofahrkünsten geht sie Vater Martin regelmäßig auf die Nerven: Ihre Spezialität ist es, den Volvo von Martin diagonal in der Garage zu parken.
Jenny, mit sieben Jahren das Nesthäkchen des Kelly-Haushalts, hat einen überdurchschnittlichen Dickkopf, wenn es darum geht, dass sie ein eigenes Pferd haben will und selbiges in ihrem Zimmer einquartiert werden soll. Sie glaubt, ihren Vater in der Hand und damit in der selbigen auch die Trümpfe gegen ihre Geschwister zu haben. Jedoch geht sie ihrem Vater im Ergebnis mehr auf die Nerven, als dass sie ihn tatsächlich um den Finger gewickelt hätte. Jenny reagiert regelmäßig verstimmt, wenn sie aus dem Zimmer gewiesen wird, sobald die Unterhaltungen etwas „schlüpfrig“ werden. Sie rächt sich dann durch den Genuss ihres Leibgerichts Bohnen mit Tomatensauce und den daraus resultierenden „Leibwinden“.

## Entwicklung der Serie
Die ersten Folgen der Serie wurden bereits 1984 gedreht, jedoch wurde die erste Folge erst im Frühjahr 1987 gesendet. Hey Dad..! war in Australien zunächst ein Riesenerfolg. Die Serie zeichnete sich durch ihren subtilen Wortwitz aus. Dieser hielt auch etwa die ersten 150 Folgen an.
Vielfach wurde kritisiert, dass die Serie ab diesem Zeitpunkt immer flacher und inhaltsloser wurde. Ebenso wurde kritisiert, dass die Schauspieler im Laufe der ganzen Serie nach und nach ausgewechselt wurden und die neuen Darsteller das hohe Niveau ihrer Vorgänger nicht erreichen konnten. Letztendlich wurde die Serie in Australien 1994 kurzfristig mitten während der siebten Staffel abgesetzt und galt zuletzt als Inbegriff schlechter Unterhaltung.

### Die Ur-Besetzung
- Robert Hughes als Martin Kelly
- Julie McGregor als Betty Wilson
- Paul Smith als Simon Kelly
- Simone Buchanan als Debbie Kelly
- Sarah Monahan als Jenny Kelly
- Christopher Truswell als Nudge

### Die personellen Auswechslungen im Einzelnen
Nach der 38. Folge wurde Simon-Darsteller Paul Smith durch Christopher Mayer (ab Folge 40) ersetzt. In der Handlung ging Simon für einen Sommer (Folge 39) in die USA, um damit seine kurzfristige Abwesenheit zu erklären. Der Grund für das Ausscheiden von Paul Smith war angeblich dessen Undiszipliniertheit bei den Dreharbeiten sowie Spielschulden und Spielsucht. Die Auswechslung der beiden Schauspieler war für die Serie in diesem Fall aber nicht unbedingt ein Nachteil, da Christopher Mayer nach Ansicht vieler Zuschauer der bessere Simon war und mit Nudge besser interagieren konnte. 
Mit Folge 165 stieg Debbie-Darstellerin Simone Buchanan aus der Serie aus, um andere Angebote anzunehmen. Ihr Abgang wurde damit erklärt, dass sie Cocktail-Kellnerin in einem Ferienhotel auf einer Insel wird. Sie sollte später für eine Folge (Nr. 268) als Gaststar noch einmal zurückkehren. Für Simone Buchanan kam ab Folge 166 Rachael Beck als Samantha (Sam) Kelly, eine Nichte von Martin, ins Haus. Auch Rachael Beck meisterte ihre Rolle ganz ordentlich, aber ihr Charakter war dem von Debbie zu ähnlich; so konnte sie nur schwer eine eigenständige Note einbringen. 
Nach Folge 174 verließ dann Christopher Truswell, der Nudge-Darsteller die Serie. Sein Ausstieg wurde erst gar nicht erklärt, er verschwand einfach zwischen zwei Folgen und wurde dann gar nicht mehr erwähnt. Ben Hubner, gespielt von Ben Oxenbould, stieß dann ab Folge 177 zur Serie. Er war zunächst als Freund und Studienkollege Simons wohl als Ersatz für Nudge gedacht; allerdings zog er, nachdem Christopher Mayer ausgeschieden war, bei den Kellys ein und übernahm damit die Funktion Simons. Die Funktion Nudges als des etwas seltsamen Kerls aus der Nachbarschaft übernahm dann der Knirps Arthur McArthur, gespielt von Matthew Krok, der erstmals bereits in Folge 169 und dann auch später ab Folge 175 häufiger eine Gastrolle gehabt hatte.
Mit Folge 187 schied auch Christopher Mayer aus, ab Folge 188 gehörten Matthew Krok und Ben Oxenbould zur regulären Besetzung. Der Austausch von Christopher Truswell und Christopher Mayer markierte eine Zäsur der Serie, da Ben als Nachfolge von Nudge wenig zu überzeugen vermochte und Ben Oxenbould nicht den Humor und die Mimik von Christopher Truswell einbringen konnte. Und auch Arthur konnte durch sein etwas ungewöhnliches Verhalten anfangs zwar etwas frischen Wind in die Serie einbringen, dieser Effekt war jedoch nach nur wenigen Folgen schon wieder aufgebraucht.
Nach Folge 227 stieg Sarah Monahan, die Jenny-Darstellerin, aus. Da man die minderjährige Tochter jedoch nicht so ohne Erklärung streichen konnte, wurde Jenny für drei Folgen (Nr. 228 bis 230) in ein Internat gesteckt. Sie kehrte in der Episode „Ach Du dickes Ei“ (Nr. 231) wieder zurück, wurde aber durch Angela Keep ersetzt.  Eine Erklärung für Jennys „neues“ Aussehen blieb die Serie dem Zuschauer erneut schuldig. Ein paar kurze Szenen widmeten sich aber dem neuen Aussehen von Jenny.
Nach Folge 264 verließ dann auch Martin-Kelly-Darsteller Robert Hughes die Serie. Dieses wurde mit einem Jobwechsel nach Saudi-Arabien erklärt. Für ihn kam ab Folge 263 Mark Owen-Taylor als Greg Russell, seines Zeichens ebenfalls Architekt und Freund Martin Kellys, der derweil das Haus hüten soll, in die Serie. Owen-Taylor versuchte gar nicht erst, Robert Hughes zu kopieren und brachte seine eigene Note in Hey Dad..!, aber er konnte nicht aus dem Schatten eines Martin Kelly treten.
Als letzte schied dann nach Folge 267 auch noch Samantha-Akteurin Rachael Beck aus, was ebenfalls mit einem Umzug erklärt wurde. Für sie kam dann noch Belinda Emmett (erstmals in Folge 266), die als Tochter von Greg Russell, Tracy, bis zum Ende der Serie dabei war.
Zum Schluss blieb dann nur noch Betty-Darstellerin Julie McGregor von der Originalbesetzung übrig.

Skizze vom Spielort

## Zahlen und Fakten
Von 1985 bis 1994 wurden in Australien von Gary Reilly Productions 293 Folgen der Sitcom produziert. Chefautor war John Flanagan, der auch einen Großteil der Drehbücher verfasste. Weitere Drehbücher wurden von Gary Reilly, Ian Rochford und Kym Goldsworthy geschrieben. Regie führte bei den meisten Folgen Sally Brady, ebenfalls Regie führten Robert Meillon, Tina Butler und Kevin Burston. Gesendet wurde Hey Dad..! auf dem Sender Seven Network.
Die Sitcom wurde live vor Publikum gedreht, die Lacher im Original waren also echt.

## Sexueller Missbrauch bei den Dreharbeiten
Im März 2010 gab Sarah Monahan ein Interview für die australische Zeitschrift Woman’s Day. In diesem Interview deutete sie an, von einer Hauptperson der Crew von Hey Dad! sexuell missbraucht worden zu sein. Sie gab zunächst aber nicht an, um wen es sich dabei handelte. Der australische Fernsehsender Channel 7 gab am 23. März 2010 bekannt, dass es sich dabei um den Schauspieler Robert Hughes handelt. Dieser bestritt die Vorwürfe. Gegen Hughes wurde nicht nur von Monahan der Vorwurf gemacht. Simone Buchanan und Ben Oxenbould machten gleichlautende Vorwürfe, bei dem sein Name genannt wurde. Dass es Gerüchte für die Handlungen von Hughes bereits in den 1980er Jahren gab, bestätigten andere ehemalige Stars der Serie. So hat Oxenbould in einem Interview ausgesagt, wie er unangemessene Handlungen an Sarah Monahan beobachtet habe.
Robert Hughes wurde 2014 in Australien zu 10 Jahren und 9 Monaten Haft wegen sexuellen Missbrauchs Minderjähriger in zehn Fällen verurteilt. Sein Antrag auf vorzeitige Haftentlassung zur Bewährung wurde 2020 abgelehnt.
Monahan, Oxenbould, Buchanan, McGregor und Truswell traten 2014 kurz nach der Verurteilung Hughes’ gemeinsam im Fernsehmagazin „A Current Affair“ des Senders The Nine Network vor die Kamera. Im Gespräch mit Moderatorin Tracy Grimshaw beschreiben sie Machtverhältnisse und Dynamiken während der Produktion der Serie und in der australischen Fernsehbranche, in der Hughes’ Partnerin Robyn Gardiner als Schauspieleragentin großen Einfluss ausübte. Thema ist auch die Erfahrung Oxenboulds und Buchanans, als Nestbeschmutzer berufliche Nachteile zu erleiden. Die Schauspielerinnen und Schauspieler benennen die Mitverantwortung des Produzenten Gary Reilly, weiterer führender Mitarbeiter sowie des Senders an den Umständen, die die Missbrauchsfälle begünstigten, und daran, dass Hughes als Star der Serie vor Konsequenzen geschützt wurde, während Kinder nicht genügend Schutz erhielten. Sarah Monahan verarbeitete die Missbrauchserfahrung in ihrer 2016 veröffentlichten Autobiografie „Allegedly“.

## Hey Dad! in Deutschland
Ab Januar 1990 wurde Hey Dad! zunächst nachmittags im Ersten gesendet. Der Sender kaufte die ersten 149 Folgen ein und sendete diese in einem Zeitraum von ca. zwei Jahren. Danach wurden sie bis 1995 in mehreren Dritten Programmen wiederholt. Ab dem 13. März 1997 wiederholte kabel eins täglich diese Folgen im Vormittagsprogramm (zunächst gegen 11 Uhr, später um 6 Uhr morgens), danach zeigte der Sender ebenfalls täglich bis zum September die restlichen Folgen.
Ab dem 13. Juni 1996 wurde Hey Dad! auch auf dem ehemaligen Bezahlfernsehen-Sender DF1 gezeigt.
Am 24. Oktober 2008 wurde die erste, am 27. März 2009 die zweite, am 25. September die dritte Staffel auf DVD veröffentlicht. Seit März 2010 ist die vierte Staffel erhältlich.

## Die deutsche Synchronisation
Die ersten 149 von der ARD gezeigten Folgen wurden unter der Regie von Arne Elsholtz synchronisiert. Dieser bemühte sich, den englischen Wortwitz ins Deutsche zu übertragen. Den von Kabel 1 in Auftrag gegebenen Synchronisationen der weiteren Folgen konnte man ein geringeres Budget und einen kleineren Aufwand bei der Produktion anmerken. So wurden viele Sprecher ausgewechselt. Die Synchronregie war weniger sorgfältig bei der Übersetzung, sodass viele Gags versandeten.
Bei der deutschen Bearbeitung der Serie ist der ARD ein Fehler unterlaufen: Bei der Erstausstrahlung wurden im Vorspann die beiden Simon-Darsteller verwechselt: Bei dem Foto von Paul Smith wurde Christopher Mayers Name eingeblendet und umgekehrt. Bei späteren Wiederholungen wurde der Fehler korrigiert.
Die Synchronsprecher bis Folge 149:
- Arne Elsholtz als Martin Kelly
- Dagmar Heller als Betty Wilson
- Philipp Moog als Simon Kelly (Paul Smith)
- Pascal Breuer als Simon Kelly (Christopher Mayer)
- Katrin Fröhlich als Debbie Kelly
- Sabine Bohlmann als Jenny Kelly (Sarah Monahan)
- Oliver Mink als Gerald Nudge Noritis
- Gernot Duda als Stan Hickey

Die Synchronsprecher ab Folge 150:
- Fritz von Hardenberg als Martin Kelly
- Dagmar Heller als Betty Wilson
- Katrin Fröhlich als Debbie Kelly
- Sabine Bohlmann als Jenny Kelly (Sarah Monahan und Angela Keep)
- Oliver Mink als Gerald Nudge Noritis
- Solveig Duda als Samantha Kelly
- Alexander Schottky als Ben Hubner
- Benjamin Krause als Arthur McArthur
- Gernot Duda als Stan Hickey